# Labourd
Il Labourd (in basco Lapurdi; in spagnolo Labort) è una provincia storica del Paese basco francese, amministrativamente nel territorio del dipartimento dei Pirenei Atlantici.

## Geografia fisica

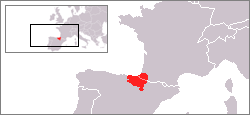
I Paesi Baschi

Capitale storica del Labourd è Ustaritz, mentre la sua capitale economica è Bayonne.
Il Labourd confina:
- a nord con l'Adour e la Guascogna
- a ovest è bagnata dal golfo di Biscaglia
- a est con la Bassa Navarra
- a sud con la regione di Gipuzkoa e con la Navarra

### Comuni
| - Ahetze (Ahetze) - Ainhoa (Ainhoa) - Anglet (Angelu) - Arbonne (Arbona) - Arcangues (Arrangoitze) - Ascain (Azkain) - Bardos (Bardoze) - Bassussarry (Basusarri) - Bayonne (Baiona) - Biarritz (Miarritze) - Bidart (Bidarte) - Biriatou (Biraitu) - Bonloc (Lekuine) - Boucau (Bokale) - Briscous (Beskoitze) - Cambo-les-Bains (Kanbo) - Ciboure (Ziburu) - Espelette (Ezpeleta) - Guéthary (Getaria) - Guiche (Gixune) - Halsou (Haltsu) | - Hasparren (Hazparne) - Hendaye (Hendaia) - Itxassou (Itsasu) - Jatxou (Jatsu) - Lahonce (Lahuntze) - Larressore (Larresoro) - Louhossoa (Luhuso) - Macaye (Makea) - Mendionde (Lekorne) - Mouguerre (Mugerre) - Saint-Jean-de-Luz (Donibane Lohizune) - Saint-Pée-sur-Nivelle (Senpere) - Saint-Pierre-d'Irube (Hiriburu) - Sare (Sarako Herria) - Souraïde (Zuraide) - Urcuit (Urketa) - Urrugne (Urruña) - Urt (Ahurti) - Ustaritz (Uztaritze) - Villefranque (Milafranga) |

Bayonne e Anglet appartengono storicamente alla Guascogna.

## Società

### Lingue e dialetti
Le lingue parlate in questa regione sono:
- il francese, lingua ufficiale
- il basco o euskara, lingua parlata da quasi un terzo della popolazione
- il guascone, dialetto dell'occitano
- il castigliano, in uso nelle zone di frontiera